# Ilha Choiseul
A ilha Choiseul, nome nativo Lauru, é a maior ilha da província de Choiseul, nas Ilhas Salomão. Tem 2971 km² de área. A sede administrativa da província fica em Taro, nesta ilha. A ilha recebeu o seu nome em homenagem a Étienne François (duque de Choiseul).

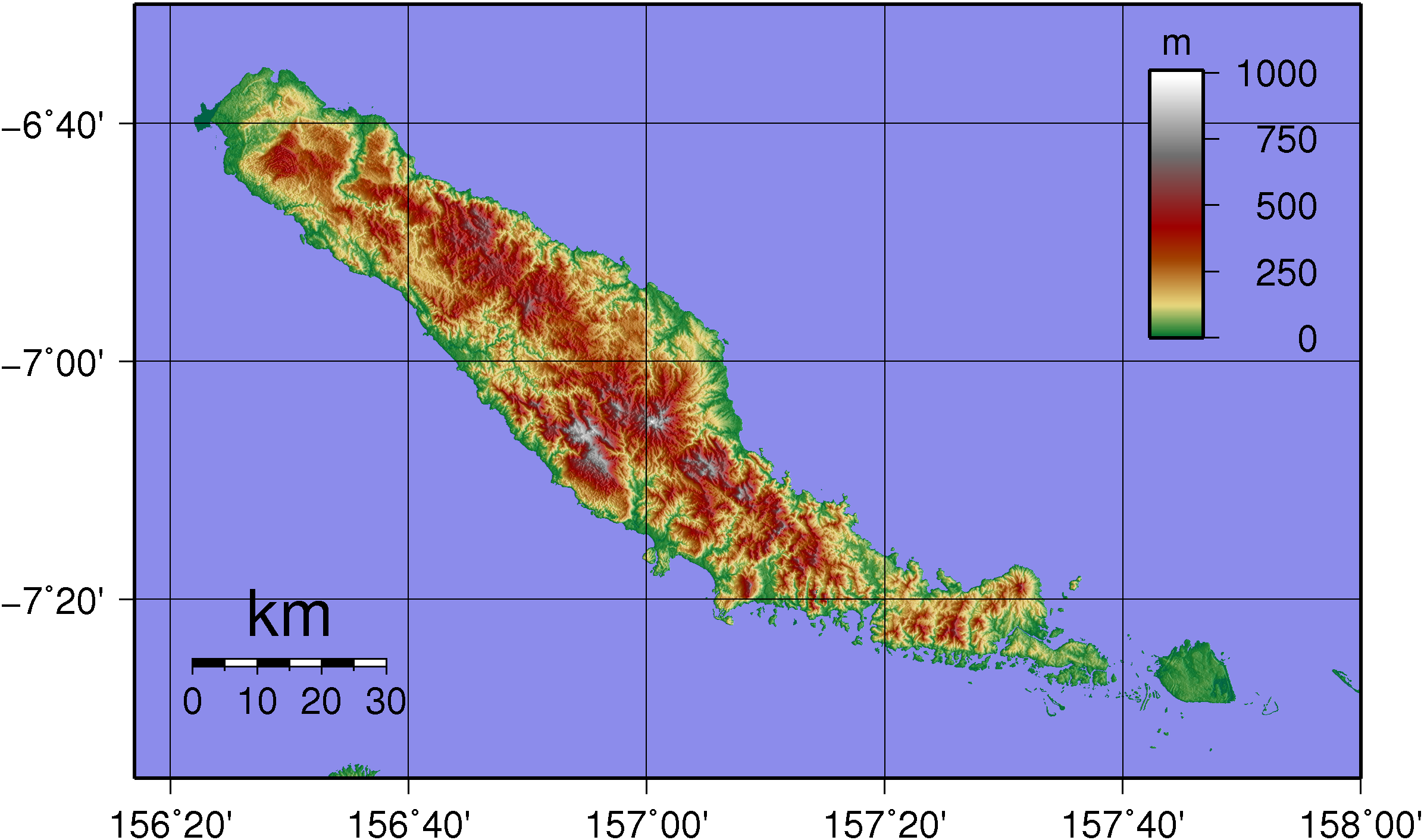
Mapa topográfico da ilha Choiseul

Choiseul foi visitada pelo antropólogo e fotógrafo austríaco Hugo Bernatzik em 1932. Bernatzik documentou alguns dos últimos costumes ancestrais dos povos da ilha, incluindo-os numa obra de etnografia que publicou alguns anos depois. Também tirou fotografias dos habitantes e trouxe para a Europa uma urna de pedra gravada.

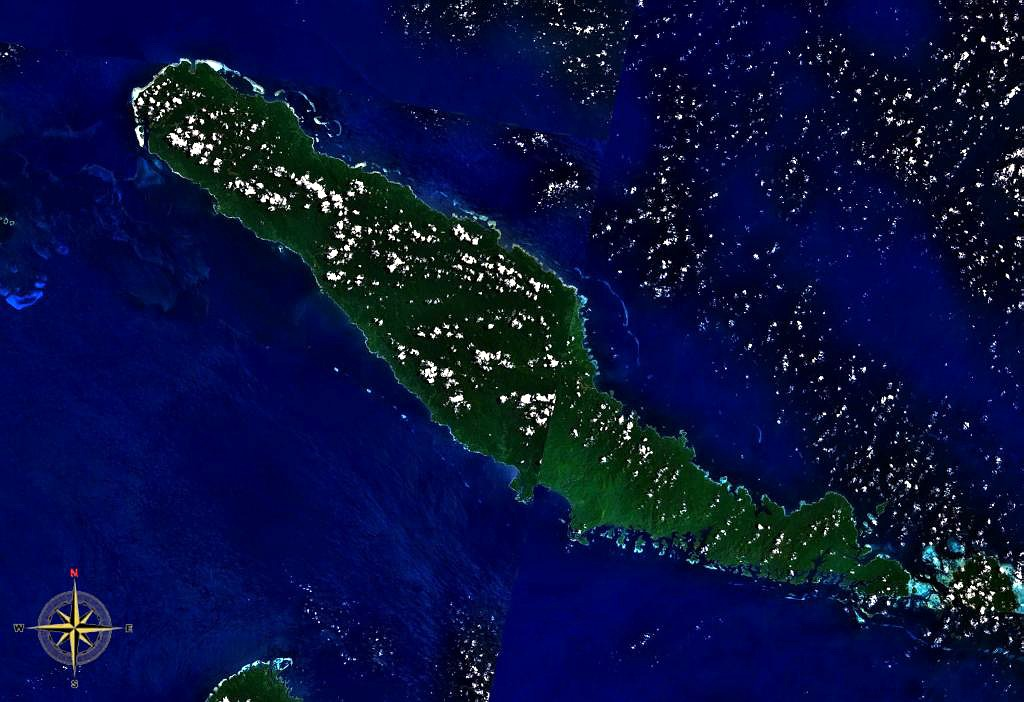
Choiseul em imagem de satélite